# Pulvinaria populeti
Pulvinaria populeti är en insektsart som beskrevs av Borchsenius 1953. Pulvinaria populeti ingår i släktet Pulvinaria och familjen skålsköldlöss.
Artens utbredningsområde är Kazakstan. Inga underarter finns listade i Catalogue of Life.